# Scotopteryx approximata
Scotopteryx approximata là một loài bướm đêm trong họ Geometridae.